# Josefa Tomsik
Josefa Tomsik, auch Pepi Tomsik, (* 20. August 1945 in Wien; † 28. September 2018) war eine österreichische Politikerin der Sozialdemokratischen Partei Österreichs (SPÖ). Sie war von 1986 bis 2004 Abgeordnete zum Wiener Landtag und Mitglied des Wiener Gemeinderates und von 1993 bis 2008 Mitglied des Bundesparteivorstandes.

## Leben
Josefa Tomsik erlernte zunächst den Beruf einer Verkäuferin, bis zur Geburt ihrer Tochter war sie bei den Wiener Fleischwerken tätig. Ab 1972 war sie bei der Wiener Gebietskrankenkasse angestellt.
1959 trat sie der Sozialistischen Jugend bei, später war sie in verschiedenen Funktionen in der SPÖ im Wiener Gemeindebezirk Brigittenau aktiv, unter anderem als Bezirksfrauenvorsitzende. Im Oktober 1986 zog sie in der 13. Wahlperiode in den Wiener Landtag und Gemeinderat ein, wo sie von April 2001 bis Februar 2004 als Zweite Vorsitzende des Gemeinderates fungierte. Ende Februar 2004 schied sie in der 17. Wahlperiode aus dem Landtag aus, für sie rückte Anfang März 2004 Elfriede Strobel nach. 
Von 1992 bis 2007 war sie Mitglied des Wiener Landesparteipräsidiums und von 1993 bis 2008 Mitglied des Bundesparteivorstandes. Sie war außerdem Mitglied des Wiener Frauenkomitees, stellvertretende Vorsitzende der Wiener SPÖ-Frauen und Mitglied des SPÖ-Bundesfrauenvorstandes.
Josefa Tomsik starb im September 2018 im Alter von 73 Jahren.

## Auszeichnungen
- 2001: Goldenes Ehrenzeichen für Verdienste um das Land Wien[4][5]